# 未央歌
『未央歌』（みおうか）は、華僑の作家鹿橋の小説。1945年に完成して1965年に商務印書館から発刊される。戦中の国立西南連合大学での学生生活が舞台になっている。また台湾の歌手の黄舒駿が同名の曲を発表している。